# Еслохе (Зауерланд)
Еслохе (њем. Eslohe) општина је у њемачкој савезној држави Северна Рајна-Вестфалија. Једно је од 12 општинских средишта округа Хохзауерланд. Према процјени из 2010. у општини је живјело 9.201 становника. Посједује регионалну шифру (AGS) 5958016, NUTS (DEA57) и LOCODE (DE EHE) код.

## Географски и демографски подаци
Еслохе се налази у савезној држави Северна Рајна-Вестфалија у округу Хохзауерланд. Општина се налази на надморској висини од 310 метара. Површина општине износи 113,4 km². У самом мјесту је, према процјени из 2010. године, живјело 9.201 становника. Просјечна густина становништва износи 81 становника/km².

## Међународна сарадња
| Мјесто | Држава   | Врста сарадње | Од    |
| ------ | -------- | ------------- | ----- |
| Кишбер | Мађарска | партнерство   | 1992. |
| Извор  |          |               |       |